# ISCED
Clasificarea Internațională Standard a Educației (ISCED) este structura de clasificare pentru organizarea de informații cu privire la educația și formarea profesională întreținută de către Organizația Națiunilor Unite pentru Educație, Știință și Cultură (UNESCO). Ea face parte din familia internațională a clasificărilor economice și sociale ale Organizației Națiunilor Unite.
ISCED a fost conceput la începutul anilor 1970 pentru a servi „drept un instrument adecvat pentru asamblarea, compilarea și prezentarea statisticilor de învățământ, atât în cadrul fiecărei țări și la nivel internațional”. A fost aprobat de către Conferința Internațională asupra Educației (Geneva, 1975) și a fost ulterior aprobat de către Conferința generală UNESCO.
Clasificarea actuală, cunoscut sub numele de ISCED-1997, a fost aprobată de Conferința Generală a UNESCO la sesiunea a 29-a din noiembrie 1997 ca parte a eforturilor de a crește compatibilitatea internațională a statisticilor în educație. Acesta acoperă în principal două eco-clasificări variabile: nivelurile și domeniile educației. Institutul de Statistică al UNESCO a propus o revizuire a ISCED (ISCED-2011), care a fost aprobată de către Conferința generală UNESCO în noiembrie 2011 și care va înlocui ISCED-1997, în colecțiile de date internaționale în următorii ani.
Materiale similare de la Centrul European pentru Dezvoltarea Formării Profesionale  vor furniza informații suplimentare și orientare pentru clasificarea statistică pe sub-domenii ale educației ca un companion la ISCED.

#### NIVELURILE ISCED
- ISCED nivel 0 – Educația timpurie
- ISCED nivel 1 – Învățământ primar
- ISCED nivel 2 – Învățământ gimnazial
- ISCED nivel 3 – Învățământ liceal
- ISCED nivel 4 – Învățământ postliceal

Învățământ superior
- ISCED nivel 5 – Învățământ superior de scurtă durată
- ISCED nivel 6 – Licență sau nivel echivalent
- ISCED nivel 7 – Master sau nivel echivalent
- ISCED nivel 8 – Doctorat sau nivel echivalent[1]

#### Implementarea în România
ISCED F – 2013 a fost implementat în România în anul 2023 prin intermediul Ordinul nr. 3725/2023 privind aprobarea utilizării domeniilor de studii ISCED F-2013 pentru corelarea Nomenclatorului domeniilor de studii universitare realizat de către Ministerul Educației.